# Quatre Boules de cuir
Quatre Boules de cuir est une chanson de Claude Nougaro sortie en 1968.
Écrite par Claude Nougaro et Maurice Vander avec des arrangements de Slide Hampton, la chanson évoque l'univers de la boxe. Il raconte le combat d'un jeune boxeur vaincu par un champion. Sur scène, Nougaro l'interprète avec une « énergie débordante, un véritable punch de pugiliste ».